# (10255) Taunus
(10255) Taunus ist ein Asteroid des Hauptgürtels. Er wurde am 16. Oktober 1977 von Cornelis Johannes van Houten, Ingrid van Houten-Groeneveld und Tom Gehrels entdeckt. Der Asteroid wurde am 1. Mai 2003 nach dem Taunus benannt.